# Имажизм
Имажи́зм (от англ. image — образ) — модернистское литературное направление, существовавшее в англоязычных странах начиная с 1908 года и во многом определившее ход развития мировой поэзии в XX веке.

## Первый этап имажизма. «Клуб поэтов»
Имажизм возник как течение в 1908 году в недрах лондонского «Клуба поэтов». Окаменелость привычных поэтических форм заставила молодых литераторов искать новые пути в поэзии. Первые имажисты — Томас Эрнест Хьюм и Фрэнсис Флинт. В 1908 году было опубликовано знаменитое хьюмовское стихотворение «Осень», удивившее всех неожиданными сравнениями: «Луна стояла у плетня, // Как краснорожий фермер», «Кругом толпились щупленькие звезды, // Похожие на городских детей» (пер. И. Романовича). В 1909 году к группе примкнул американский поэт Эзра Паунд.
Лидером и непререкаемым авторитетом в группе являлся Томас Эрнест Хьюм. К тому времени у него сложились твердые убеждения: «Образы в стихе — не просто декорация, но самая суть интуитивного языка», назначение же поэта — искать «внезапность, неожиданность ракурса». По Хьюму, «новые стихи подобны скорее скульптуре, чем музыке, и обращены более к зрению, нежели к слуху». Интересны ритмические эксперименты имажистов — Хьюм призывал «расшатать каноническую рифму», отказаться от правильных метрических построений. Именно в «Клубе поэтов» зародились традиции английского белого стиха и верлибра. Однако к 1910 году встречи «Клуба поэтов» постепенно становились все более редкими, затем он перестал существовать. Хьюм через несколько лет погиб на одном из фронтов Первой мировой войны.

## Второй этап имажизма
Вторая группа имажистов собралась вокруг Эзры Паунда. В октябре 1912 года Эзра Паунд получил от молодой американской поэтессы Хильды Дулитл, год назад переселившейся в Англию, подборку её стихов, поразивших его «имажистской лаконичностью». Хильда Дулитл привлекла в группу своего возлюбленного и будущего мужа. Это был знаменитый впоследствии английский романист Ричард Олдингтон. Приметой второго этапа имажизма стало обращение к античности (Олдингтон был к тому же переводчиком древнегреческой поэзии). Паунд в эти годы сформулировал свои знаменитые «несколько запретов» — заповедь имажизма, объясняющую, как следует, а вернее, как не следует писать стихи. Он подчеркивал, что «образная поэзия похожа на застывшую в слове скульптуру» (вспомним: примерно то же писал Хьюм). Кроме образного построения стиха (фанопейя), Паунд выделял также мелодическое (мелопейя) и интеллектуальное (логопейя). Эта классификация стала впоследствии общеупотребительной.
Итогом второго этапа в истории имажизма стала собранная Паундом поэтическая антология «Des Imagistes» (1914), после чего Паунд покинул группу и уехал во Францию. Началась война, и центр имажизма начал перемещаться из воюющей Англии в Америку.

## Третий этап имажизма
Третий этап развития имажизма — американский. Лидером группы имажистов стала американская поэтесса Эми Лоуэлл (1874—1925) из видной бостонской семьи Лоуэлл, давшей уже в XIX веке известного поэта Джеймса Рассела Лоуэлла. Основная тема стихов Эми Лоуэлл — любование природой. Заслугой поэтессы являются подготовленные ею одна за другой три имажистские антологии. Паунд, недолюбливавший Эми Лоуэлл, окрестил движение «эмижизмом» и вовсе к нему охладел. Ещё в первые годы войны к движению присоединились многие молодые поэты, как английские, так и американские. Среди них — йоркширец Герберт Рид (1893—1968), сын фермера, офицер британской армии, а затем — известный искусствовед и литературный критик. Классической для имажизма стала книга стихов американского поэта из Арканзаса Джона Гулда Флетчера (1886—1950) «Излучения» (1915).
В имажистских антологиях выступали со стихами знаменитые романисты Дэвид Герберт Лоуренс, Джеймс Джойс и Форд Мэдокс Форд (1873—1939), встречаются там и стихотворения Томаса Стернза Элиота, а также двух других будущих столпов американской поэзии — Карла Сэндберга (1878—1967) и совсем ещё молодого Уильяма Карлоса Уильямса (1883—1963).

Составитель изданной в России в 2001 году «Антологии имажизма» Анатолий Кудрявицкий в предисловии к ней писал: 
«В поэзии англоязычных стран почти полтора десятилетия прошли под знаком имажизма — практически все начало века. Поэты-имажисты боролись за обновление поэтического языка, высвободили поэзию из клетки регулярного стиха, обогатили литературу новыми поэтическими формами, с широким ритмическим диапазоном, многообразием размеров строфы и строки, неожиданными образами».